# Estadio Municipal Luís Augusto de Oliveira
El Estadio Municipal Luís Augusto de Oliveira (más conocido como Estadio Luisão), se ubica en el barrio de Boa Vista en São Carlos, ciudad del Estado de São Paulo en Brasil. Su dirección es Rua desembargador Júlio de Faria, 800 - barrio da Boa Vista. 
En él oficia como local el São Carlos FC.
- Datos: Q1370684
- Multimedia: Estádio Luís Augusto de Oliveira / Q1370684